# Pedro González Hernández
Pedro González Hernández (Poyales del Hoyo, 1911-Villanueva de la Vera, agosto de 1936) fue un cantaor de flamenco, jornalero y criador de reses bravas en Extremadura, España. Fue un activo participante en los mítines que se celebraban en Extremadura en apoyo de los candidatos del Frente Popular y de la izquierda política en general durante la Segunda República. Amigo personal del alcalde de Jarandilla de la Vera, Anastasio Arroyo Gironda. En agosto de 1936, una vez las tropas sublevadas en julio ocuparon la zona durante la Guerra Civil, y aunque las nuevas autoridades formadas por los caciques y sacerdotes habían decidido que no habría represión política, Pedro junto con Anastasio Arroyo y otros tres republicanos fueron detenidos en sus casas el 18 de agosto, dentro de las sacas y paseos que llevaron a cabo los médicos de Madrigal de la Vera y Villanueva, oligarcas apoyados por grupos privados y elementos falangistas. Fueron subidos a un camión, en teoría para trasladarlos a la cárcel de Mérida, si bien el vehículo paró en la fuente de El Pocillo, en el paraje de Aguasfrías de Villanueva y varios falangistas los fusilaron, tras obligarles a cavar sus propias fosas.